# Стрілеча
Стріле́ча — село (кол. слобода) в Україні, біля вершини річки Харків, у Липецькій сільській громаді Харківського району Харківської області. Населення становить 1637 осіб. До реформи 2020 року орган місцевого самоврядування — Глибоківська сільська рада Харківського району (1923—2020);
до 1923 року — у Веселівській волості Харківського повіту.

## Географія
Село Стрілеча розташоване на лівому березі річки Харків, вище за течією примикає державний кордон з Росією, нижче за течією примикає Трав'янське водосховище, на відстані 5 км розташоване село Глибоке, на протилежному березі — село Журавлівка (Бєлгородська область). Селом тече пересихаючий струмок із загатою.
Відстань до обласного та районного центру становить 52 км і проходить автошляхом міжнародного значення E105, із яким збігається з автошляхом М20 та місцевого значення. У селі розташований пункт контролю через державний кордон з Росією Стрілеча — Журавлівка.

## Історія

Стрілеча на мапі 1783 року

Слобода Стрілеча заснована українськими стрільцями для оборони земель від набігів татар. Вперше слобода згадується в давньо-московській межовій виписці 1695 року.
У 1810 році Стрілеча стає власністю поміщиці Н. М. Степанової. Будучи людиною надзвичайно релігійною, вона у 1835 році звела в селі кам'яну Миколаївську церкву, яка не збереглася. 7 жовтня 1846 року відкритий Верхньо-Харківський Свято-Миколаївський дівочий монастир, третій з найбагатших монастирів Харківської єпархії (у 1917 році).
За даними на 1864 рік, у власницькому селі Стрілече (рос. дореф. Стрѣлечье) Веселівської волості Харківського повіту мешкало 567 осіб (277 чоловічої статі та 290 — жіночої), налічувалось 50 дворових господарств, існувала православна церква та Верхньо-Харківський Свято-Миколаївський дівочий монастир.
Станом на 1914 рік кількість мешканців зросла до 1421 особи.

### У Незалежній Україні
9 серпня 2018 року в селі Стрілеча відбулася естафета пам'яті з нагоди 75-ї річниці визволення Харківського району від німецько-фашистських загарбників.
12 червня 2020 року Глибоківська сільська рада, в ході децентралізації, об'єднана з Липецькою сільською громадою.
17 липня 2020 року, в результаті адміністративно-територіальної реформи, село у складі новоутвореного Харківського району.

### Епідемія коронавірусу
16 квітня 2020 року психічнохворий пацієнт, який заразився COVID-19, утік з Харківської обласної інфекційної лікарні. Перед тим його доставили з обласної психіатричної лікарні у селі Стрілеча
Станом на 26 квітня 2020 року в Харківській обласній психіатричній лікарні було виявлено 11 випадків коронавірусу, також захворіло троє медичних працівників У селі було встановлено КПП та проведені протиепідемічні заходи.

### Російсько-українська війна
З початку російського вторгнення в Україну, з лютого 2022 року село перебувало під російською окупацією, на той час налічувалося 1600 мешканців.
12 вересня 2022 року село звільнене Збройними силами України в ході контрнаступу. 247-й окремий батальйон 127-ї окремої бригади ЗСУ завдав розгрому 200-й бригаді російської армії.
18 вересня 2022 року в селі Стрілеча медичні працівники намагалися здійснити евакуацію пацієнтів психіатричної лікарні. Через масовані обстріли російських окупантів із 600 пацієнтів, які знаходилися у лікувальному закладі, вдалося евакуювати лише 30. Під евакуації загинули 4 медичних працівника та 2 пацієнта поранені.
5 грудня 2022 року село зазнало обстрілів з різнокаліберної артилерії з боку російського агресора.
25 грудня 2022 року російський агресор завдав мінометних та артилерійських обстрілів у районі населеного пункту.
02 лютого 2023 року село потрапило під обстріл російського агресора.
12 травня 2024 року село знову окуповане російським агресором. 